# Valdemaqueda

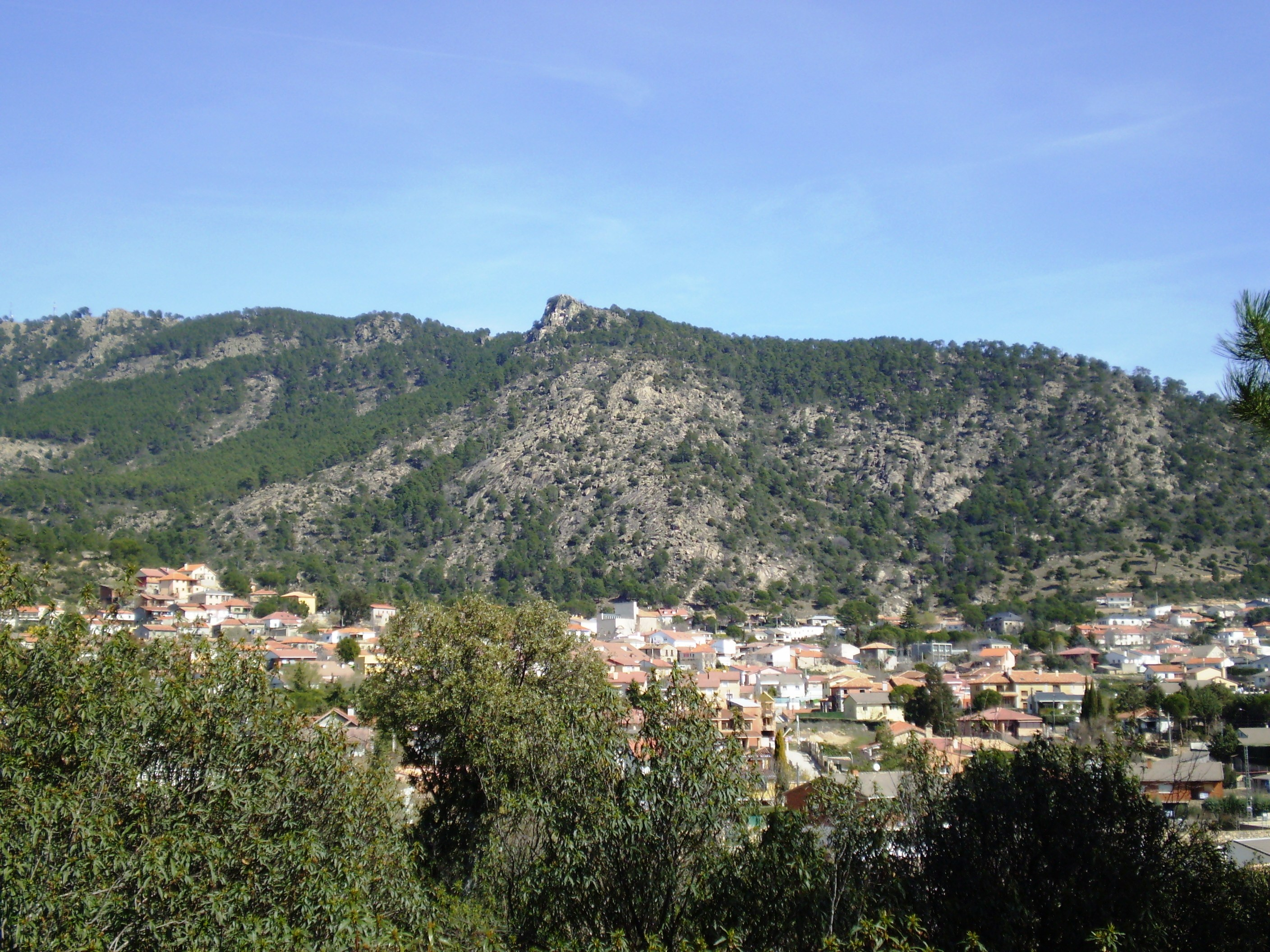
Cảnhe Valdemaqueda.

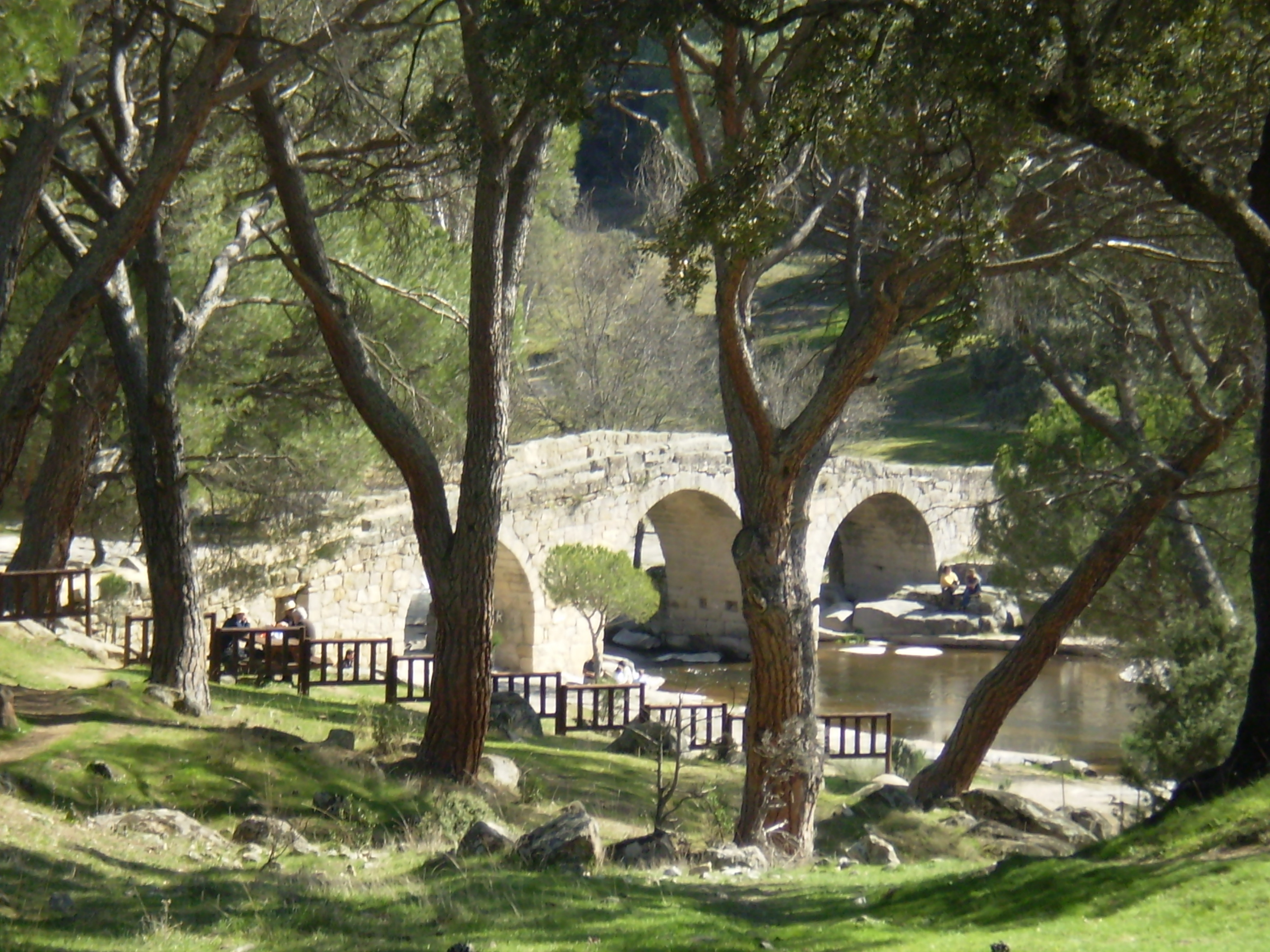
Puente Mocha, sobre el sông Cofio.

Valdemaqueda là một đô thị trong Cộng đồng Madrid, Tây Ban Nha. Đô thị Valdemaqueda có diện tích 52,2 km², dân số theo điều tra năm 2010 của Viện thống kê quốc gia Tây Ban Nha là 856 người. Đô thị Valdemaqueda nằm ở khu vực có độ cao 872 mét trên mực nước biển. Cự ly so với Madrid 86 km.